# Samguk Yusa
Samguk Yusa, eller Memorabilia of the Three Kingdoms, är en samling folksagor, legender och historiska redogörelser från tiden 57 f.Kr - 668 e.Kr., Koreas tre kungariken (Goguryeo, Baekje och Silla), och även tiden före och efter.
Texten är skriven på klassisk kinesiska, som användes av skrivkunniga koreaner under den tiden. Den sammanställdes, åtminstone delvis, av buddhistmunken Iryeon (1206–1289) i slutet av 1200-talet. Till skillnad från de mer sakligt inriktade Samguk Sagi är Samguk Yusa mer fokuserad på olika folksagor, legender och historiska redogörelser från tidig koreansk historia. Många av de ursprungliga legenderna om de olika kungadömen i Koreas historia redovisas i boken. Textsamlingen omfattar legender från många koreanska riken, inklusive Gojoseon, Wiman Joseon, Buyeo, Goguryeo, Baekje, Silla, och Gaya.
Detta är de äldsta bevarade anteckningar av Dangun, som grundade den första koreanska nationen.

## Upplagor
- Ilyeon (2006) Overlooked Historical Records of the Three Korean Kingdoms, Översatt av Kim Dal-Yong. Jimoondang: Seoul, Korea. ISBN 8988095944
- Ilyon (1972; 2006) Samguk Yusa:  Legends and History of the Three Kingdoms of Ancient Korea, Översatt av Tae-Hung Ha och Grafton K. Mintz.  Yonsei University Press: Seoul, Korea.  ISBN 1596543485
- 일연 (1996) 삼국유사.  Somun munhwasa: Seoul. ISBN 8970040021.
- 일연 (2002) 삼국유사. Översatt av Kim Won-jung. Eulyu munhwasa: Seoul. ISBN 8932460833.